# Wheeling (Illinois)
Wheeling es una villa ubicada en el condado de Cook en el estado estadounidense de Illinois. En el Censo de 2010 tenía una población de 37.648 habitantes y una densidad poblacional de 1.659,17 personas por km².

## Geografía
Wheeling se encuentra ubicada en las coordenadas 42°7′51″N 87°55′26″O / 42.13083, -87.92389. Según la Oficina del Censo de los Estados Unidos, Wheeling tiene una superficie total de 22.69 km², de la cual 22.54 km² corresponden a tierra firme y (0.68%) 0.16 km² es agua.

## Demografía
Según el censo de 2010, había 37648 personas residiendo en Wheeling. La densidad de población era de 1.659,17 hab./km². De los 37648 habitantes, Wheeling estaba compuesto por el 66.99% blancos, el 2.39% eran afroamericanos, el 0.77% eran amerindios, el 12.91% eran asiáticos, el 0.01% eran isleños del Pacífico, el 14.39% eran de otras razas y el 2.54% pertenecían a dos o más razas. Del total de la población el 31.23% eran hispanos o latinos de cualquier raza.